# Lali Puna
I Lali Puna sono un gruppo tedesco di musica indietronica, attivo dal 1998.

## Storia del gruppo
Fondati nel 1998 a Monaco di Baviera (Germania) dall'iniziativa di Valerie Trebeljahr, (tastierista e cantante con origini coreane) che coinvolse nel progetto Markus Acher (chitarra, anche membro dei Notwist), Christoph Brandner (batteria) e Florian Zimmer (tastiere), sostituito dopo qualche anno da Christian Heiß. Valerie usciva da un'esperienza a Monaco con una band tutta al femminile, le L. B. Page, appena scioltesi.
Il debutto della band fu l'EP Snooze, di quattro tracce. Dopo questo lavoro, il batterista Christoph Brandner (Tied & Tickled Trio) e il tastierista Florian Zimmer, che avevano già collaborato al singolo Safe Sade (1998) entrarono ufficialmente in formazione.
Fu quindi pubblicato il primo LP, Tridecoder, prodotto da Albert Pöschl nel 1999 per la Morr Music in Europa e per la Darla Records negli Stati Uniti. Il disco contiene i singoli Everywhere And Allover e 603 e suscitò subito l'interesse dei cultori dell'indietronica.
Poco dopo realizzarono la cover del brano Together In Electric Dreams degli Human League, inserita in un disco-tributo alla band inglese intitolato Reproductions.
Il secondo album, pubblicato nell'ottobre 2001 e frutto della continua ricerca musicale e non solo della frontwoman della band, fu Scary World Theory (Morr Music), che non smentì il sound fresco e originale del gruppo. Il titolo del disco era un riferimento alla teoria del sociologo George Gerbner, nota come "teoria della coltivazione". Grazie ad una formazione ormai consolidata (formata da membri di altri gruppi musicali di livello come Console, Notwist, Tied & Ticklead Trio e Fred Is Dead) e alla collaborazione di altri importanti musicisti (Bomb the Bass, Two Lone Swordsmen),il disco combinava perfettamente pop e politica personale. Prodotto da Mario Thaler, Scary World Theory contiene canzoni apertamente malinconiche ma felici.
L'anno seguente Florian Zimmer lasciò il gruppo per dedicarsi esclusivamente al progetto Iso68. I Lali Puna arruolarono così Christian Heiß, tastierista col quale registrarono l'EP Left Handed (2003), in cui sono introdotte chitarre elettriche.
Nel periodo giugno-novembre 2003 i Lali Puna ritornarono in sala di registrazione e il 19 aprile 2004 uscì il terzo LP, Faking the Books (Morr Music). L'album, pur ancorato a sonorità electro-synth e sperimentali, si apre a influenze pop e new wave.
Sempre nel 2004 due canzoni del secondo album (Scary World Theory e Satur-nine) furono scelte per la colonna sonora del film Le conseguenze dell'amore di Paolo Sorrentino.
Dopo un tour in Nord America, nel 2005 il gruppo lavorò sui remix di alcuni loro brani, inseriti, insieme ad altri inediti tra B-side e rarità, nel doppio album I Thought I Was Over That.
Per sei anni i membri del gruppo si dedicarono a vari progetti paralleli che li coinvolgevano; Markus e Valerie ebbero figli.
Il 2 aprile 2010 pubblicarono l'album Our Inventions (Morr Music), caratterizzato da un sound più cupo e introspettivo rispetto al predecessore. In una canzone collaborò Yukihiro Takahashi.

## Discografia

### Album in studio
- 1998 - Tridecoder (Morr Music, Darla Records)
- 2001 - Scary World Theory (Morr Music)
- 2004 - Faking the Books (Morr Music)
- 2010 - Our Inventions (Morr Music)
- 2017 - Two Windows (Morr Music)

### Singoli ed EP
- 1998 - Snooze
- 1999 - The Safe Side
- 2001 - Clear Cut
- 2001 - Nin-Com-Pop
- 2002 - Common Ground
- 2003 - Left Handed
- 2004 - Micronomic
- 2010 - Our Inventions
- 2010 - Remember
- 2011 - Move On
- 2012 - Silver Light

### Compilation
- 2005 - I Thought I Was Over That